# Exakte Wissenschaft
Die exakten Wissenschaften oder auch harten Wissenschaften umfassen umgangssprachlich diejenigen Wissenschaften, welche in der Lage sind, genaue quantitative oder mathematisch oder formal-logisch präzise Aussagen zu treffen und über eigene, strenge Methoden für die Überprüfung von Hypothesen und vor allem reproduzierbare Versuche mit quantifizierbaren Messungen verfügen. Von den Formalwissenschaften werden Logik, Mathematik und Teile der Informatik und Ingenieurwissenschaften sowie von den Naturwissenschaften Physik, Astronomie, Chemie und Teile der Biologie und der Geowissenschaften als exakte Wissenschaften in diesem Sinne betrachtet. Das Ziel von exakten Wissenschaften ist in der Regel eine mathematisch fundierte Theorie, was sie aber nicht zu einem Teilgebiet der Mathematik macht; sie müssen, um sich von Unexaktheiten natürlicher Sprachen zu befreien, „in einer Kunstsprache reden wollen – und können“.
Demgegenüber stehen in entsprechender Terminologie die „weichen Wissenschaften“, womit insbesondere Teile der Sozialwissenschaften und Teile der Geisteswissenschaften gemeint sind.